# Marengo (hrabstwo Ashland)
Marengo – jednostka osadnicza w Stanach Zjednoczonych, w stanie Wisconsin, w hrabstwie Ashland.